# مولباگال
مولباگال (به انگلیسی: Mulbagal) یک زیستگاه انسانی در هند است که در Kolar district واقع شده‌است.

## خصوصیات
مولباگال ۸٫۵ کیلومترمربع مساحت و ۴۴٬۰۳۳ نفر جمعیت دارد و ۸۲۶ متر بالاتر از سطح دریا واقع شده‌است.